# Joan Fontaine
Joan de Beauvoir de Havilland (22 tháng 10 năm 1917 – 15 tháng 12 năm 2013), nghệ danh Joan Fontaine, là nữ diễn viên người Mỹ gốc Anh. Fontaine bắt đầu sự nghiệp trên sân khấu từ năm 1935 khi ký hợp đồng với RKO Pictures trong cùng năm.
Năm 1941, bà được đề cử Giải Oscar cho nữ diễn viên chính xuất sắc nhất về vai diễn trong phim Rebecca, do Alfred Hitchcock đạo diễn. Năm sau, bà đoạt Giải Oscar cho nữ diễn viên chính xuất sắc nhất cho vai diễn trong phim Suspicion (1941) của Hitchcock, khiến cho Fontaine trở thành diễn viên duy nhất từ xưa tới nay đoạt giải Oscar này trong một phim do Hitchcock đạo diễn. Fontaine và người chị Olivia de Havilland là cặp chị em duy nhất cùng đoạt Giải Oscar cho nữ diễn viên chính xuất sắc nhất. Trong thập niên 1940 và thập niên 1990, Fontaine tiếp tục sự nghiệp diễn xuất trên sân khấu, trên truyền thanh, truyền hình và điện ảnh. Năm 1978 bà phát hành quyển tự truyện No Bed of Roses. Fontaine đã xuất hiện trên phim lần chót vào năm 1994, sau một sự nghiệp kéo dài hơn 50 năm.
Sinh tại Nhật Bản, hai chị em di chuyển sang California năm 1919. Fontaine sống tại ngôi biệt thự riêng Villa Fontana ở thành phố Carmel-by-the-Sea, Quận Monterey, California. Tại đây, bà đã qua đời năm 2013, thọ 96 tuổi.

## Thời niên thiếu
Joan de Havilland sinh tại Tokyo, Nhật Bản, trong một gia đình người Anh. Cha bà – ông Walter Augustus de Havilland (31tháng 8 năm 1872 – 23 tháng 5 năm 1968), tốt nghiệp ở Đại học Cambridge và đã làm giáo sư môn tiếng Anh ở Đại học Tokyo trước khi làm luật sư hành nghề ở Nhật Bản. Mẹ của Joan – bà Lilian Augusta (nhũ danh Ruse; 11 tháng 6 năm 1886 – 20 tháng 2 năm 1975), học ở Royal Academy of Dramatic Art tại London, đã từng làm nữ diễn viên kịch nghệ, rồi bỏ nghề để theo chồng sang Tokyo. Bà đã trở lại sân khấu với nghệ danh "Lillian Fontaine" sau khi 2 cô con gái thành đạt trong thập niên 1940. Người chú/bác bên nội của Joan là Sir Geoffrey de Havilland (1882 – 1965), một nhà thiết kế máy bay nổi tiếng về loại máy bay De Havilland Mosquito, và là người sáng lập công ty máy bay mang tên ông. Ông nội của Fontaine – mục sư Charles Richard de Havilland xuất thân từ một gia đình ở Guernsey, Quần đảo Eo Biển.
Cha mẹ của Fontaine kết hôn năm 1914 và ly thân năm 1919, khi Lilian quyết định chấm dứt cuộc hôn nhân sau khi phát hiện việc chồng mình làm tình với các cô gái geisha; tuy nhiên, mãi tới tháng 2 năm 1925, thủ tục ly dị mới hoàn tất.
Theo lời khuyên của một thầy thuốc, Lilian de Havilland đưa Joan – lúc đó là một đứa trẻ ốm yếu, bị chứng thiếu máu sau khi bị bệnh sởi và bị nhiễm streptococcal (khuẩn liên cầu) cùng người chị, Olivia, sang Hoa Kỳ. Gia đình định cư ở Saratoga, California, và sức khỏe của Fontaine được cải thiện đáng kể. Fontaine học tại Los Gatos High School. Khi lên 16 tuổi, Fontaine trở về Nhật Bản sống với người cha. Tại đây Fontaine theo học trường American School in Japan và tốt nghiệp năm 1935.

## Sự nghiệp
Fontaine bắt đầu sự nghiệp sân khấu trong vở "Call It a Day" của tác giả Dodie Smith năm 1935 và sớm ký hợp đồng với Công ty điện ảnh RKO Pictures (Radio-Keith-Orpheum Pictures). Bà xuất hiện lần đầu trên phim No More Ladies (cũng năm 1935) trong vai Caroline, một vai nhỏ, ghi nghệ danh là "Joan Burfield".
Sau đó, bà đóng thêm mấy vai nhỏ trong các phim A Million to One và Quality Street (vai Charlotte Parrat, không ghi tên) do Katharine Hepburn đóng vai chính. Cả hai phim đều sản xuất trong năm 1937. Công ty "RKO Pictures" coi Fontaine như một ngôi sao đang lên, cho bà đóng vai chính trong phim The Man Who Found Himself (cùng năm 1937), và quảng cáo bà như "một nhân vật mới của RKO Pictures" sau phần gìới thiệu các người tham gia phim này trên màn ảnh. Sau đó Fontaine đóng vai chính cùng với Fred Astaire trong phim A Damsel in Distress (1937) – phim đầu tiên của Fred Astaire với Công ty RKO Pictures mà không có Ginger Rogers, tuy nhiên khán giả đã bị thất vọng và phim này thất bại. Fontaine tiếp tục đóng các vai nhỏ trên nhiều phim, trong đó có phim The Women (1939), nhưng không gây được ấn tượng lớn, nên bà bị sa thải khi hợp đồng hết hạn trong năm 1939.
Vận may của Fontaine đã đến trong dịp bà tham dự một bữa tiệc buổi tối, khi bà thấy mình ngồi bên cạnh nhà sản xuất phim David O. Selznick. Fontaine và Selznick bắt đầu thảo luận về cuốn tiểu thuyết Rebecca của Daphne du Maurier, và Selznick yêu cầu bà tham gia buổi diễn thử vai một nữ anh hùng vô danh. Fontaine đã phải chịu đựng một loạt 6 tháng mệt mỏi về các buổi diễn thử bộ phim, cùng với hàng trăm diễn viên khác, trước khi đoạt được vai diễn, trước sinh nhật thứ 22 của mình.
Phim Rebecca, do Laurence Olivier và Fontaine đóng vai chính, đánh dấu sự khởi đầu của đạo diễn người Anh Alfred Hitchcock trên đất Mỹ. Năm 1940, khi phim được phát hành đã có nhiều bài bình luận khen ngợi, và Fontaine được đề cử cho Giải Oscar cho nữ diễn viên chính xuất sắc nhất, (nhưng Fontaine không đoạt giải này trong năm đó, mà là Ginger Rogers đoạt giải về vai diễn trong phim Kitty Foyle). Tuy nhiên, năm sau Fontaine đã đoạt Giải Oscar cho nữ diễn viên chính xuất sắc nhất về vai Lina McLaidlaw Aysgarth trong phim Suspicion, đóng cặp với Cary Grant, cũng do Hitchcock đạo diễn. Đây là giải Oscar về diễn xuất duy nhất trong một phim do Hitchcock đạo diễn.
Trong thập niên 1940, Fontaine rất xuất sắc trong các phim lãng mạn đầy kịch tính. Trong số các bộ phim đáng nhớ của bà trong thời gian này là phim The Constant Nymph (1943) (mà bà đã được đề cử lần thứ 3 cho Giải Oscar),Jane Eyre (1943), Ivy (1947) và Letter from an Unknown Woman (1948).
Trong thập niên 1950 sự thành công về điện ảnh của Fontaine hơi bị giảm sút, và bà cũng bắt đầu xuất hiện trên truyền hình và trên sân khấu. Bà nhận được các bài bình luận tốt cho vai Laura trên sân khấu Broadway vào năm 1954 trong vở Tea and Sympathy đóng cặp với Anthony Perkins. Bà cũng xuất hiện trong rất nhiều show phát thanh trong thập niên 1940 cho Lux Radio Theater.
Trong thập niên 1960, Fontaine xuất hiện trong nhiều vở kịch, trong đó có Private Lives, Cactus Flower và vở The Lion in Winter của Áo. Phim kịch chót của Fontaine là phim The Witches (1966), trong đó bà cũng là người đồng sản xuất. Fontaine cũng tiếp tục diễn xuất trên phim và truyền hình trong các thập niên 1970 và 1980, và được đề cử cho Giải Emmy về vai diễn trong loạt phim truyền hình tình cảm ướt át Ryan's Hope năm 1980.
Vai diễn cuối cùng của Fontaine trên truyền hình là trong phim truyền hình Good King Wenceslas năm 1994, sau đó bà lui về nghỉ hưu tại ngôi biệt thự riêng Villa Fontana, ở Carmel-by-the-Sea, California, dành thời giờ chăm sóc các con chó và ngôi vườn của mình.

## Đời tư
Fontaine giữ 2 quốc tịch Anh và Mỹ; bà là công dân Anh từ khi mới sinh (cha mẹ đều là người Anh) và nhập quốc tịch Mỹ trong tháng 4 năm 1943.

### Hôn nhân và các con
Fontaine đã kết hôn và ly dị 4 lần. Cuộc hôn nhân đầu tiên của bà là với nam diễn viên Brian Aherne, năm 1939 ở Del Monte, California; họ ly dị trong tháng 4 năm 1945.
Tháng 5 năm 1946, bà tái hôn với nam diễn viên kiêm nhà sản xuất điện ảnh William Dozier ở thành phố Mexico. Họ có một con gái, Deborah Leslie, sinh năm 1948; họ ly thân năm 1949. Năm sau, Fontaine nộp đơn xin ly dị với lý do là Dozier đã bỏ bê vợ con. Thủ tục ly dị đã hoàn tất trong tháng 1 năm 1951.
Cuộc hôn nhân thứ ba của Fontaine là với nhà sản xuất phim kiêm nhà văn Collier Young ngày 12.11.1952. Họ ly thân trong tháng 5 năm 1960, và Fontaine nộp đơn xin ly dị tháng 11 năm 1960. Thủ tục ly dị hoàn tất trong tháng 1 năm 1961.
Cuộc hôn nhân thứ 4 và cuối cùng của Fontaine là với Alfred Wright, Jr. - biên tập viên môn golf của tạp chí thể thao Sports Illustrated - ngày 23.1.1964 ở Elkton, Maryland; họ ly dị năm 1969.
Năm 1951, khi sang Nam Mỹ dự một liên hoan phim, Fontaine đã gặp một bé gái Peru 4 tuổi tên là Martita, và đã nhận bé gái này làm con nuôi không chính thức. Fontaine đã gặp Martita khi đến thăm di tích Đế quốc Inca, nơi cha Martita đã làm việc như một người làm thuê chăm sóc nhà cửa. Cha mẹ của Martita đồng ý cho Fontaine làm người giám hộ hợp pháp của Martita để cung cấp cho con mình một cuộc sống tốt hơn. Fontaine đã hứa với bố mẹ Martita rằng sẽ cho Martita trở về Peru thăm cha mẹ khi Martita lên 16 tuổi. Khi Martita 16 tuổi, Fontaine mua cho cô một vé khứ hồi về Peru thăm cha mẹ, nhưng Martita từ chối đi Peru và bỏ nhà ra đi. Sau vụ việc này Fontaine đã cắt đứt liên hệ với Martita. Khi quảng cáo quyển tự truyện của mình vào năm 1978, Fontaine đã đề cập tới vụ này và nói: "Tôi sẽ không nhìn nhận con gái nuôi, nếu nó không trở về thăm bố mẹ đẻ của nó. Tôi đã hứa với bố mẹ nó. Tôi không tha thứ cho ai làm cho tôi trở thành thất hứa".

### Sự kình địch giữa 2 chị em

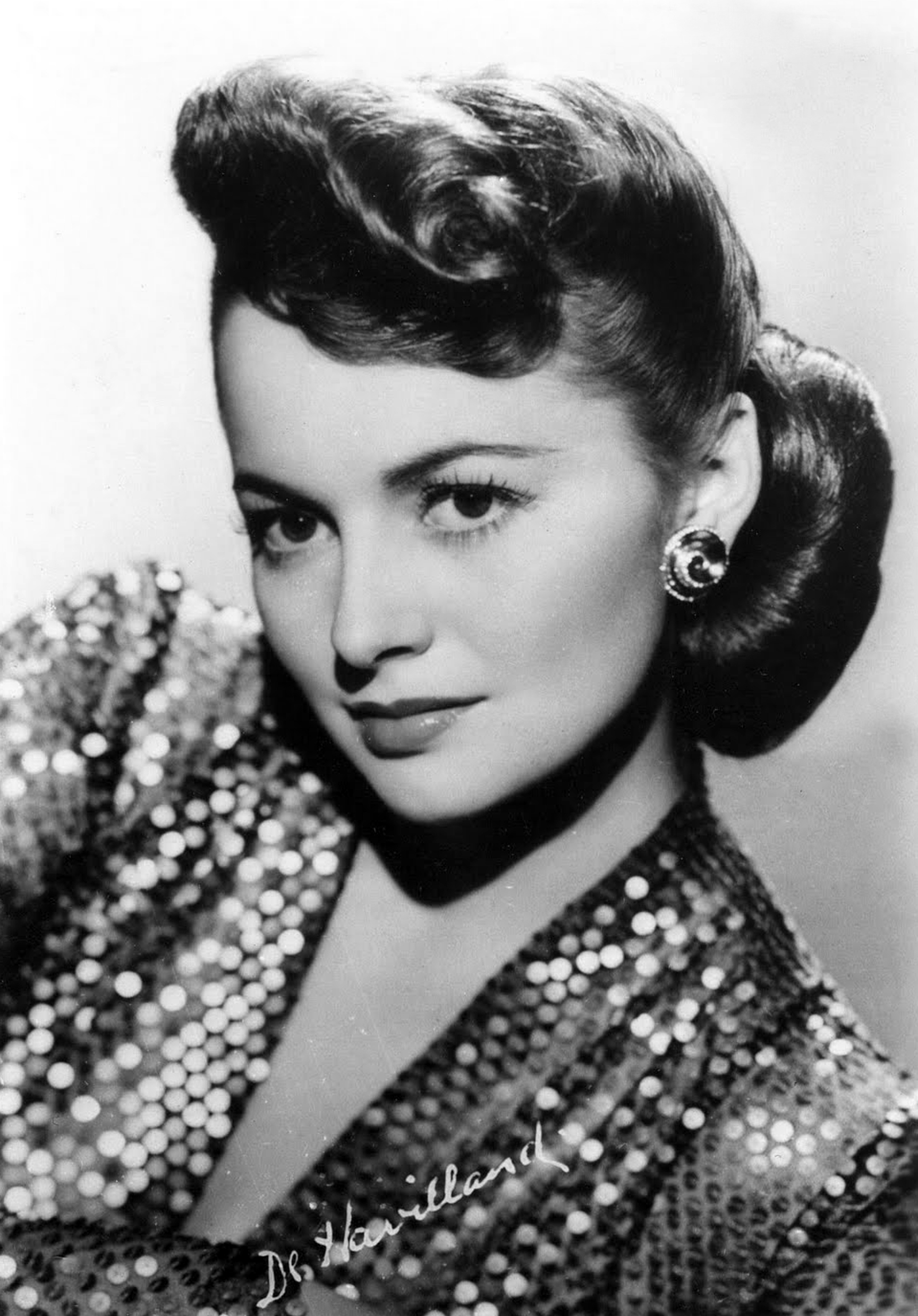
Chị của Fontaine, Olivia de Havilland, thập niên 1940

Fontaine và người chị, Olivia de Havilland, là cặp chị em duy nhất đã cùng đoạt Giải Oscar cho nữ diễn viên chính xuất sắc nhất. De Havilland trở thành nữ diễn viên trước; khi Fontaine tìm cách làm theo người chị thì bà mẹ - được cho là thiên vị cô chị hơn – đã không cho Fontaine sử dụng tên họ. Sau đó, Fontaine đã nghĩ ra một cái tên khác, lúc đầu là Joan Burfield, và sau đó là Joan Fontaine. Nhà viết tiểu sử Charles Higham ghi nhận là hai chị em đã có một mối quan hệ khó chịu từ thời thơ ấu, khi cô chị xé quần áo mà Fontaine phải mặc thừa (của chị), sau đó buộc Fontaine phải may lại quần áo bị xé rách. Phần lớn sự va chạm giữa hai chị em được cho là bắt nguồn từ việc Fontaine cho rằng bà mẹ đã yêu thích người chị hơn.

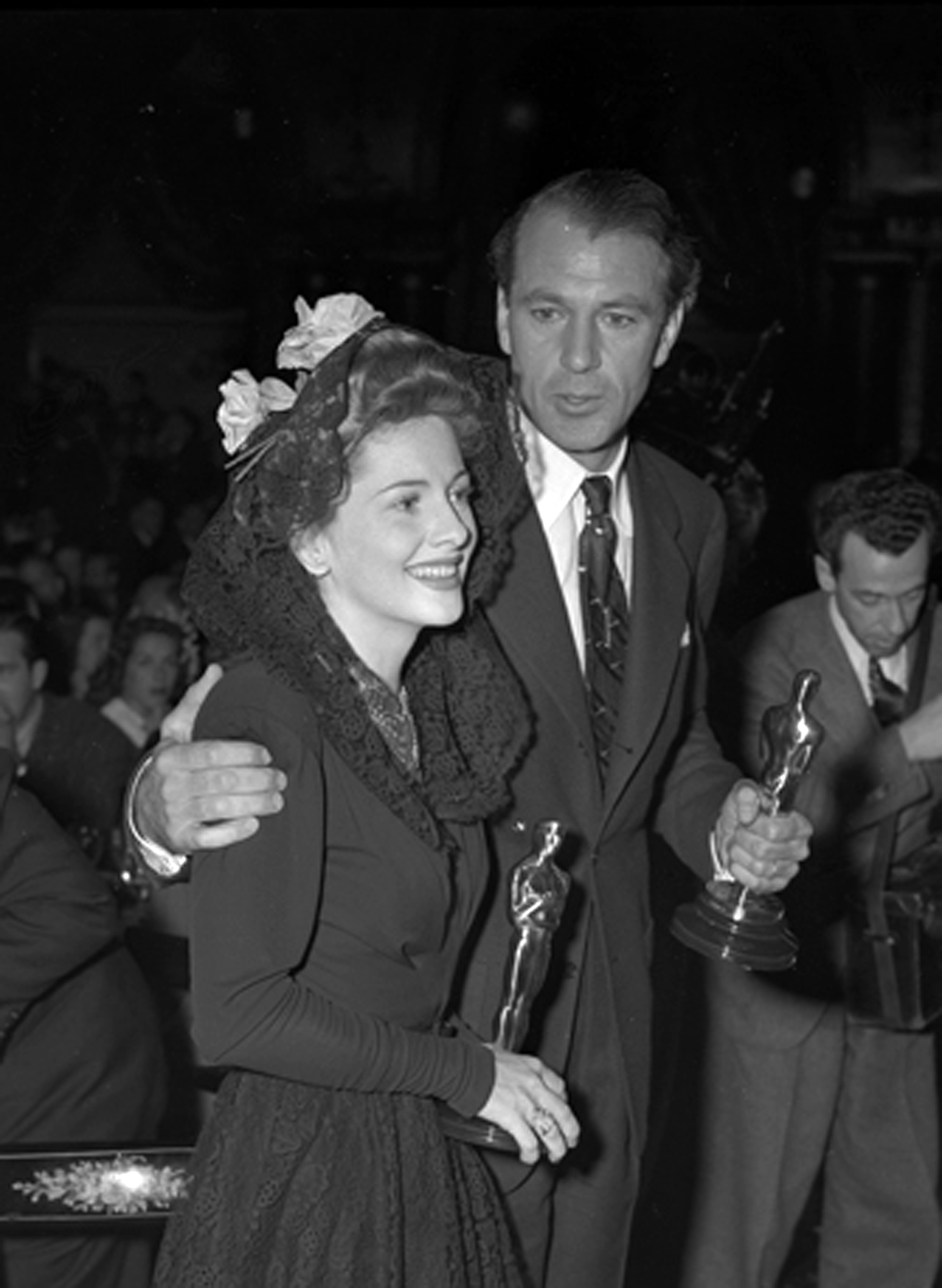
Fontaine và Gary Cooper cầm tượng Oscar trong buổi lễ trao giải Oscar năm 1942

Cả hai chị em De Havilland và Fontaine đều được đề cử cho Giải Oscar cho nữ diễn viên chính xuất sắc nhất năm 1942. Fontaine đã đoạt giải này trong vai Lina McLaidlaw Aysgarth ở phim Suspicion của đạo diễn Alfred Hitchcock (còn De Havilland trong vai diễn ở phim Hold Back the Dawn thì không đoạt giải). Higham đã mô tả các sự kiện của lễ trao giải, nói rằng khi Fontaine bước lên sân khấu để nhận giải thưởng, đã dứt khoát từ chối ý định chúc mừng của De Havilland và rằng De Havilland vừa bị xúc phạm lẫn xấu hổ bởi sự việc trên. Vài năm sau, de Havilland còn nhớ thái độ khinh thường đó và đã đòi trả thù bằng cách lướt qua Fontaine, đang chìa tay chờ, mà không bắt tay Fontaine, vì De Havilland được cho là bực bội về một lời nhận xét của Fontaine về ông chồng của De Havilland. Mối quan hệ của họ tiếp tục xấu đi sau hai sự việc trên. Higham nói rằng điều này hầu như là giọt nước cuối cùng làm tràn ly khiến họ hận nhau suốt đời, tuy nhiên 2 chị em không hoàn toàn chấm dứt nói chuyện với nhau cho đến năm 1975.
Cả hai chị em hầu như đều từ chối bình luận công khai về mối quan hệ của họ. Tuy nhiên, trong một cuộc phỏng vấn năm 1978, Fontaine đã nói về sự cạnh tranh giữa 2 chị em: "Tôi kết hôn trước, đoạt giải Oscar trước Olivia, và nếu tôi chết trước, thì chắc chắn chị ấy sẽ giận tái người vì tôi cũng lại thắng chị ấy!" Năm sau, trong một cuộc phỏng vấn năm 1979, Fontaine nói rằng nguyên nhân bà và chị bà ngừng nói chuyện với nhau là vì De Havilland muốn bà mẹ của họ (bị ung thư) được điều trị bằng phẫu thuật, trong khi Fontaine không đồng ý vì bà cụ đã 88 tuổi, quá già rồi. Fontaine nói rằng sau khi bà mẹ qua đời, De Haviland đã không chịu bỏ công tìm ra nơi Fontaine đang hiện diện (Fontaine trên đường đi lưu diễn một vở kịch), mà chỉ gửi một bức điện tín cho Fontaine; bức điện tín này mãi 2 tuần lễ sau mới tới trạm lưu diễn tiếp theo của Fontaine. Theo Fontaine, De Havilland đã không mời Fontaine tới dự lễ tưởng niệm bà mẹ của họ. Còn De Havilland thì nói rằng mình đã thông báo cho Fontaine, nhưng Fontaine đã phớt lờ, nói rằng mình quá bận, không thể đến dự được. Higham ghi rằng Fontaine cũng đã có một mối quan hệ lạnh nhạt với các con gái của mình, có thể bởi vì bà phát hiện ra rằng chúng đã bí mật duy trì một mối quan hệ với De Havilland.

## Từ trần
Ngày 15.12.2013, Fontaine qua đời bởi cái chết tự nhiên, tại ngôi biệt thự riêng của bà ở Carmel-by-the-Sea, California, thọ 96 tuổi.
Sau khi Fontaine qua đời, Olivia de Havilland đưa ra lời tuyên bố rằng bà "bị sốc và đau buồn" khi nhận tin này.

## Danh mục phim tham gia
| Năm  | Tên phim                        | Vai diễn                             | Ghi chú |
| ---- | ------------------------------- | ------------------------------------ | --- |
| 1935 | No More Ladies                  | Caroline 'Carrie' Rumsey             | ghi nghệ danh là Joan Burfield |
| 1937 | A Million to One                | Joan Stevens                         | |
| 1937 | Quality Street                  | Charlotte Parratt                    | Không ghi tên |
| 1937 | The Man Who Found Himself       | Y tá Doris King                      | |
| 1937 | You Can't Beat Love             | Trudy Olson                          | |
| 1937 | Music for Madame                | Jean Clemens                         | |
| 1937 | A Damsel in Distress            | Lady Alyce Marshmorton               | |
| 1938 | Maid's Night Out                | Sheila Harrison                      | |
| 1938 | Blond Cheat                     | Juliette 'Julie' Evans               | |
| 1938 | Sky Giant                       | Meg Lawrence                         | |
| 1938 | The Duke of West Point          | Ann Porter                           | |
| 1939 | Gunga Din                       | Emmy                                 | |
| 1939 | Man of Conquest                 | Eliza Allen                          | |
| 1939 | The Women                       | Mrs. John Day (Peggy)                | |
| 1940 | Rebecca                         | The second Mrs. de Winter            | Đề cử — Giải Oscar cho nữ diễn viên chính xuất sắc nhất Đề cử — Giải của Hội phê bình phim New York cho nữ diễn viên xuất sắc nhất |
| 1941 | Suspicion                       | Lina                                 | Giải Oscar cho nữ diễn viên chính xuất sắc nhất Giải của Hội phê bình phim New York cho nữ diễn viên xuất sắc nhất                 |
| 1942 | This Above All                  | Prudence Cathaway                    | |
| 1943 | The Constant Nymph              | Tessa Sanger                         | Đề cử — Giải Oscar cho nữ diễn viên chính xuất sắc nhất                                                                            |
| 1943 | Jane Eyre                       | Jane Eyre (lúc trưởng thành)         | |
| 1944 | Frenchman's Creek               | Dona St. Columb                      | |
| 1945 | The Affairs of Susan            | Susan Darell                         | |
| 1946 | From This Day Forward           | Susan Cummings                       | |
| 1947 | Ivy                             | Ivy                                  | |
| 1948 | Letter from an Unknown Woman    | Lisa Berndle                         | |
| 1948 | The Emperor Waltz               | Nữ bá tước Johanna Augusta Franziska | |
| 1948 | You Gotta Stay Happy            | Dee Dee Dillwood                     | |
| 1948 | Kiss the Blood Off My Hands     | Jane Wharton                         | |
| 1950 | September Affair                | Marianne 'Manina' Stuart             | |
| 1950 | Born to Be Bad                  | Christabel Caine Carey               | |
| 1951 | Darling, How Could You!         | Alice Grey                           | |
| 1952 | Something to Live For           | Jenny Carey                          | |
| 1952 | Othello                         | Page                                 | Không ghi tên |
| 1952 | Ivanhoe                         | Rowena                               | |
| 1953 | Decameron Nights                | Fiametta/Bartolomea/Ginevra/Isabella | |
| 1953 | Flight to Tangier               | Susan Lane                           | |
| 1953 | The Bigamist                    | Eve Graham                           | |
| 1954 | Casanova's Big Night            | Francesca Bruni                      | Tên khác: Mr. Casanova |
| 1956 | Serenade                        | Kendall Hale                         | |
| 1956 | Beyond a Reasonable Doubt       | Susan Spencer                        | |
| 1957 | Island in the Sun               | Mavis Norman                         | |
| 1957 | Until They Sail                 | Annelise                             | |
| 1958 | A Certain Smile                 | Françoise Ferrand                    | |
| 1961 | Voyage to the Bottom of the Sea | Dr. Susan Hiller                     | |
| 1962 | Tender Is the Night             | Baby Warren                          | |
| 1966 | The Witches                     | Gwen Mayfield                        | Tên khác: The Devil's Own |

| Năm       | Tên                             | Vai diễn                                                                  | Ghi chú |
| --------- | ------------------------------- | ------------------------------------------------------------------------- | --- |
| 1953–1954 | Four Star Playhouse             | Trudy                                                                     | tập: Trudy tập: The Girl on the Park Bench                                                                                       |
| 1956      | The Ford Television Theatre     | Julie                                                                     | tập: Your Other Love |
| 1956      | The 20th Century Fox Hour       | Lynne Abbott                                                              | tập: Stranger In the Night |
| 1956–1957 | The Joseph Cotten Show          | Adrienne                                                                  | tập: Fatal Charm tập: The De Santre Story                                                                                        |
| 1956–1960 | General Electric Theater        | Linda Stacey Judith Laurel Chapman Melanie Langdon Countess Irene Forelli | tập: A Possibility of Oil tập: The Story of Judith tập: At Miss Minner's tập: The Victorian Chaise Lounge tập: In Summer Promise |
| 1959      | Westinghouse Desilu Playhouse   | Margaret Lewis                                                            | tập: Perilous |
| 1960      | Startime                        | Julie Forbes                                                              | tập: Closed Set |
| 1960      | Alcoa Presents: One Step Beyond | Ellen Grayson                                                             | tập: The Visitor |
| 1961      | The Light That Failed           | Hostess                                                                   | (phim truyền hình) |
| 1961      | Checkmate                       | Karen Lawson                                                              | tập: Voyage Into Fear |
| 1962      | The Dick Powell Show            | Valerie Baumer                                                            | tập: The Clocks |
| 1963      | Wagon Train                     | Naomi Kaylor                                                              | tập: The Naomi Kaylor Story |
| 1963      | The Alfred Hitchcock Hour       | Alice Pemberton                                                           | tập: The Paragon |
| 1965      | The Bing Crosby Show            | Mrs. Taylor                                                               | tập: Operation Man Save |
| 1975      | Cannon                          | Thelma Cain                                                               | tập: The Star |
| 1978      | The Users                       | Grace St. George                                                          | |
| 1980      | Ryan's Hope                     | Paige Williams                                                            | 5 tập Đề cử — Daytime Emmy Award Outstanding Guest/Cameo Appearance in a Daytime Drama Series                                    |
| 1981      | The Love Boat                   | Jennifer Langley                                                          | tập: Chef's Special/Beginning Anew/Kleinschmidt                                                                                  |
| 1983      | Bare Essence                    | Laura                                                                     | tập: Hour Four tập: Hour Five |
| 1986      | Crossings                       | Alexandra Markham                                                         | |
| 1986      | Hotel                           | Ruth Easton                                                               | tập: Harassed |
| 1986      | Dark Mansions                   | Margaret Drake                                                            | (TV movie) |
| 1994      | Good King Wenceslas             | Queen Ludmilla                                                            | (TV movie) |

## Kịch
| Ngày tháng               | Vở kịch          | Vai diễn       |
| ------------------------ | ---------------- | -------------- |
| Từ 30.9.1953 – 18.6.1955 | Tea and Sympathy | Laura Reynolds |
| Từ 26.12.1968 –7.11.1970 | Forty Carats     | Ann Stanley    |

## Tác phẩm
- Quyển tự truyện của Fontaine, mang tên "No Bed of Roses", phát hành năm 1978.

## Giải thưởng, Đề cử
| Năm  | Giải thưởng                             | Loại                                                               | Tên tác phẩm       | Kết quả   |
| ---- | --------------------------------------- | ------------------------------------------------------------------ | ------------------ | --------- |
| 1940 | Giải Oscar                              | Giải Oscar cho nữ diễn viên chính xuất sắc nhất                    | Rebecca            | Đề cử     |
| 1941 | Giải Oscar                              | Giải Oscar cho nữ diễn viên chính xuất sắc nhất                    | Suspicion          | đoạt giải |
| 1941 | Giải của Hội phê bình phim New York     | Giải của Hội phê bình phim New York cho nữ diễn viên xuất sắc nhất | Suspicion          | đoạt giải |
| 1943 | Giải Oscar                              | Giải Oscar cho nữ diễn viên chính xuất sắc nhất                    | The Constant Nymph | đề cử     |
| 1947 | Giải Trái táo vàng (Golden Apple Award) | Most Cooperative Actress                                           |                    | đoạt giải |
| 1980 | Daytime Emmy Award                      | Outstanding Guest/Cameo Appearance in a Daytime Drama Series       | Ryan's Hope        | đề cử     |

## Vinh dự khác
- Fontaine có một ngôi sao trên Đại lộ Danh vọng Hollywood, số 1645 Vine Street.
- Dấu in bàn tay và bàn chân trước TCL Chinese Theatre[31] phim ngày 26.5.1942.

### Sách tham khảo
- Beeman, Marsha Lynn. Joan Fontaine: A Bio-Bibliography. Westport, Connecticut: Greenwood, 1994. ISBN 978-0-31328-409-0.
- Booker, M. Keith. Historical Dictionary of American Cinema. Lanham, Maryland: Scarecrow Press, 2011. ISBN 0-8108-7192-0.
- Current Biography 1944. New York: H.W. Wilson Company, 1945.
- Fontaine, Joan. No Bed of Roses: An Autobiography. New York: William Morrow and Company, 1978. ISBN 978-0-68803-344-6.
- Higham, Charles. Sisters: The Story of Olivia De Havilland and Joan Fontaine. New York: Coward McCann, 1984. ISBN 978-0-69811-268-1.
- Laufenberg, Norbert B. Entertainment Celebrities. London: Trafford Publishing, 2005. ISBN 1-4120-5335-8.
- Quinlan, David. Quinlan's Film Stars. London: B.T. Batsford Ltd, 1996. ISBN 0-7134-7751-2.
- Weatherford, Doris. American Women During World War II: An Encyclopedia. London: Taylor & Francis, 2010. ISBN 978-0-41599-475-0.